# Charles-Frédéric de Holstein-Gottorp
Pour les articles homonymes, voir Charles, prince de Suède.
Charles-Frédéric de Holstein-Gottorp (en allemand : Karl Friedrich von Holstein-Gottorp), né le 30 mars 1700 à Stockholm (Suède) et mort le 18 juin 1739 à Gut Rohlfshagen (duché de Holstein), est duc de Schleswig-Holstein-Gottorp de 1702 à 1713, puis de Holstein-Gottorp de 1713 à 1739.

## Famille
Il est le fils de Frédéric IV de Holstein-Gottorp et d'Edwige-Sophie de Suède, sœur aînée de Charles XII. Le 21 mai 1725 (1er juin 1725), il épouse Anna Petrovna de Russie (1708-1728), fille aînée de Pierre Ier le Grand et de sa seconde épouse Catherine Ire.
Un enfant naît de cette union :
- Charles-Pierre-Ulrich de Holstein-Gottorp, duc de Schleswig-Holstein-Gottorp, qui devient Pierre III, empereur de Russie.

Sa fille illégitime et reconnue, Frédérique-Caroline von Carols (1731-1804), épouse le baron David Reinhold von Sievers, frère du grand maréchal de la cour de Catherine II, le comte Karl von Sievers.

## Biographie

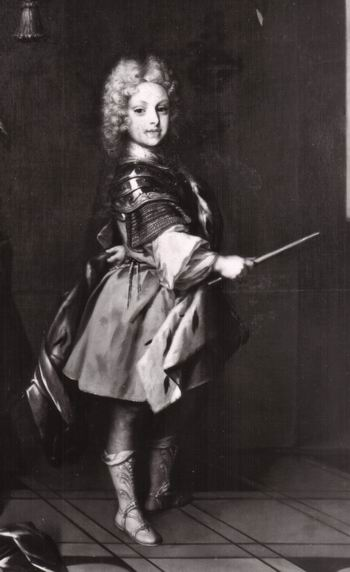
Portrait de Charles-Frédéric en 1706.

À la mort de son père, le 19 juillet 1702, Charles-Frédéric de Holstein-Gottorp est placé, encore mineur, sous la tutelle de son oncle Christian Auguste de Holstein-Gottorp et de sa mère avec laquelle il réside à Stockholm. Le duché est confié à des administrateurs.
Lors de la guerre du Nord, les troupes danoises causent d'énormes ravages dans sa principauté de Schleswig-Holstein-Gottorp. Elles s'emparent de la partie nord de son duché, ainsi que du siège patrimonial de la Maison, le château de Gottorp.
En 1718, son oncle maternel Charles XII de Suède meurt et Charles-Frédéric se présente comme son successeur, mais sa tante, Ulrique-Éléonore de Suède, parvient à lui ravir le trône. Il quitte alors la Suède et s'installe en Russie où il commande les troupes de la Garde à Saint-Pétersbourg.
Le duc de Holstein-Gottorp continue, avec l'aide du prétendu parti du Holstein en Suède, à revendiquer le trône de ce pays, pour lui et pour son fils Charles-Pierre-Ulrich.

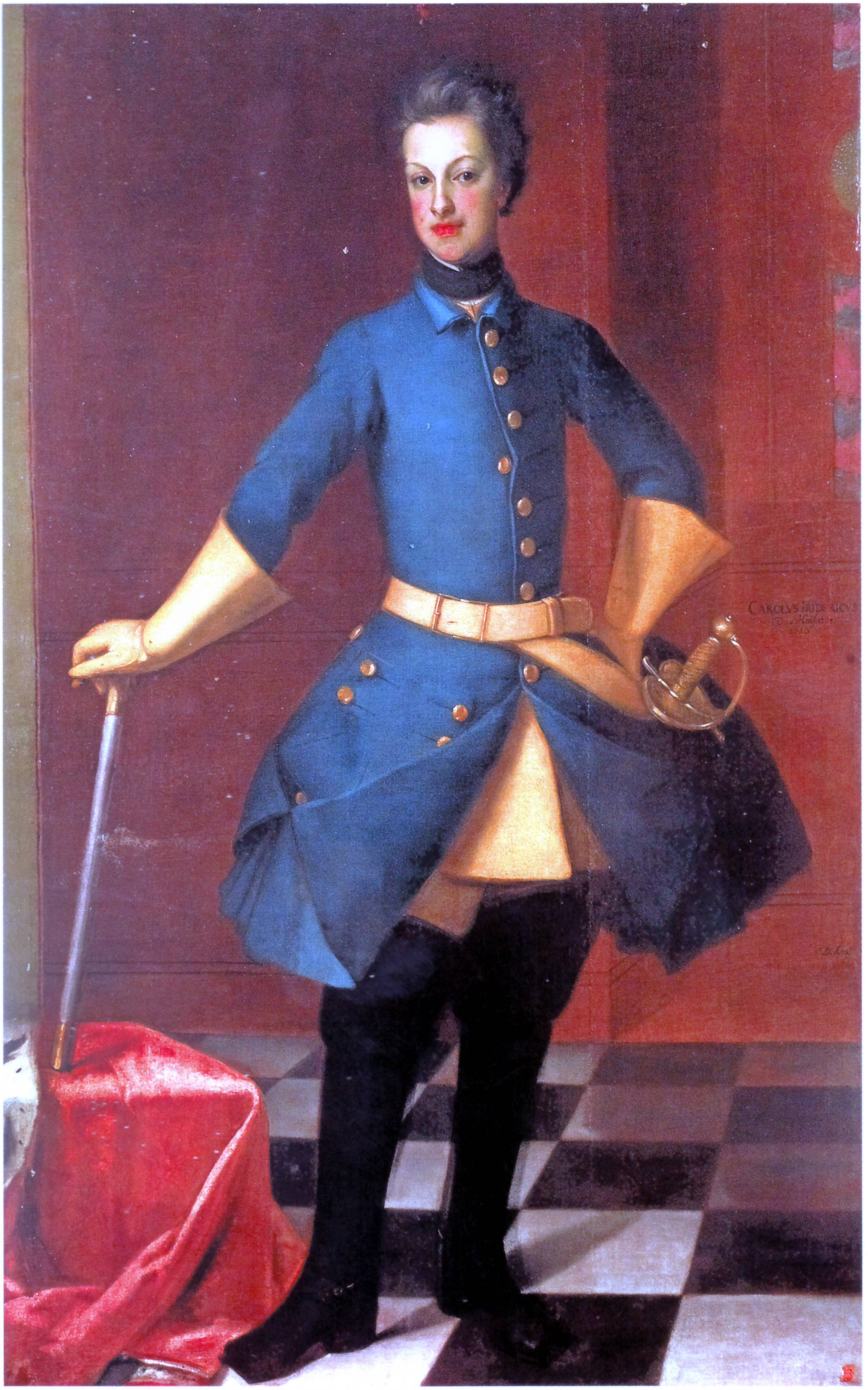
Charles-Frédéric en 1720 par David von Krafft.

Le 3 juillet 1720, la Suède, le Danemark et la Norvège signent le traité de Frederiksborg qui met fin à la Guerre du Nord. La Suède s'engage à ne plus apporter son soutien au Holstein-Gottorp, le Danemark obtient une partie du duché de Schleswig occupé par ses troupes depuis 1713. Charles-Frédéric de Holstein-Gottorp s'oppose à ce traité signé par un gouvernement suédois qu'il considère comme rebelle à ses propres droits à la succession au trône de Suède, et qui l'empêche de reprendre les terres du nord situées dans son duché.
Après la mort de l'impératrice Catherine Ire de Russie en 1727, Charles-Frédéric de Holstein-Gottorp tente d'assurer la succession au trône impérial pour son épouse, mais c'est un échec. Le duchesse meurt l'année suivante en mettant au monde leur unique fils prénommé Pierre comme son grand-père le tsar Pierre Ier.
Charles-Frédéric meurt en 1739 à l'âge de 39 ans.
Son fils n'a que 11 ans. Il est placé sous la tutelle de son oncle le duc Adolphe. En 1742, il est désigné comme successeur par sa tante la tsarine Élisabeth Ire et se rend malgré lui à Saint Petersbourg. Lorsqu'il monte sur le trône de Russie en 1762 sous le nom de Pierre III, il commence immédiatement les préparatifs afin de reconquérir ses terres perdues du Schleswig par les troupes russes.

## Généalogie
Charles-Frédéric de Holstein-Gottorp appartient à la première branche de la maison d'Oldenbourg-Russie (Maison d'Holstein-Gottorp-Romanov) issue de la première branche de la maison d'Holstein-Gottorp, elle-même issue de la première branche de la maison d'Oldenbourg. 

## Distinctions
- 21 mai 1725 : ordre de Saint-Alexandre Nevski